# مرکز ورزش‌های آبی لندن
مرکز ورزش‌های آبی لندن (به انگلیسی: London Aquatics Centre) ورزشگاهی مخصوص ورزش‌های آبی در شهر لندن است که بخشی از مجموعه المپیک پارک لندن می‌باشد.
این ورزشگاه که مخصوص بازی‌های المپیک تابستانی ۲۰۱۲ ساخته شده از دو استخر ۵۰ متری مخصوص شنا و یک استخر ۲۵ متری مخصوص شیرجه تشکیل شده است.